# Lexington (Virginia)
Lexington (oficialmente como City of Lexington), fundada en 1914, es una de las 39 ciudades independientes del estado estadounidense de Virginia. En el año 2000, la ciudad tenía una población de 6.867 habitantes y una densidad poblacional de 1.056,5 personas por km². La Oficina de Análisis Económico combina a la Ciudad de Lexington junto con Buena Vista y el condado de Rockbridge para propósitos censales. A pesar de que Lexington es una ciudad independiente, es la sede condado del condado de Rockbridge.

## Geografía
Lexington se encuentra ubicada en las coordenadas 37°46′58″N 79°26′42″O / 37.78278, -79.44500. Según la Oficina del Censo, la ciudad tiene un área total de 6,5 km² (2,5 mi²), de la cual 6,5 km² (2,5 mi²) es tierra y 0 km² (0 mi²) (0.0%) es agua.

## Demografía
Según el Censo de 2000, había 6.867 personas, 2.232 hogares y 1.080 familias residiendo en la localidad. La densidad de población era de 1.056,5 hab./km². Había 2.376 viviendas con una densidad media de 368,4 viviendas/km². El 86,01% de los habitantes eran blancos, el 10,38% afroamericanos, el 0,26% amerindios, el 1,92% asiáticos, el 0,01% isleños del Pacífico, el 0,84% de otras razas y el 0,93% pertenecía a dos o más razas. El 1,59% de la población eran hispanos o latinos de cualquier raza.
Los ingresos medios por hogar en la localidad eran de $33.196, y los ingresos medios por familia eran $38.043. Los hombres tenían unos ingresos medios de $30.835 frente a los $23.398 para las mujeres. La renta per cápita para el condado era de $16.338. Alrededor del 14,9% de la población estaban por debajo del umbral de pobreza.